# Soirées Lyriques de Sanxay
Les Soirées Lyriques de Sanxay est un festival culturel poitevin proposant des productions lyriques estivales, opéras et concerts. Les spectacles se déroulent chaque année, en plein air, généralement à la mi-août, sur le site gallo-romain de Sanxay.

## Historique
En 1999, Christophe Blugeon, directeur artistique du festival, propose de donner en plein air des grands opéras dans le théâtre gallo-romain de Sanxay. L'objectif est de mêler art lyrique et histoire dans un lieu antique bénéficiant d'une acoustique naturelle.
La première édition débute le 10 août 2000 avec deux représentations de Rigoletto de Verdi.
De 2018 à 2023, le président de l'association des Soirées Lyriques de Sanxay est Philippe Bélaval. Depuis 2023, il s'agit de Dominique Hummel.
Le festival se place parmi les principales manifestations d’art lyrique en France après le festival d’Aix-en-Provence et les Chorégies d’Orange accueillant pour chaque édition près de 10 000 spectateurs.
L'édition de 2020 est annulée en raison des impacts artistiques, économiques et sanitaires de la pandémie de Covid-19.
L'édition de 2021 marque le retour des Soirées Lyriques de Sanxay avec l'opéra majeur de Bizet : Carmen.

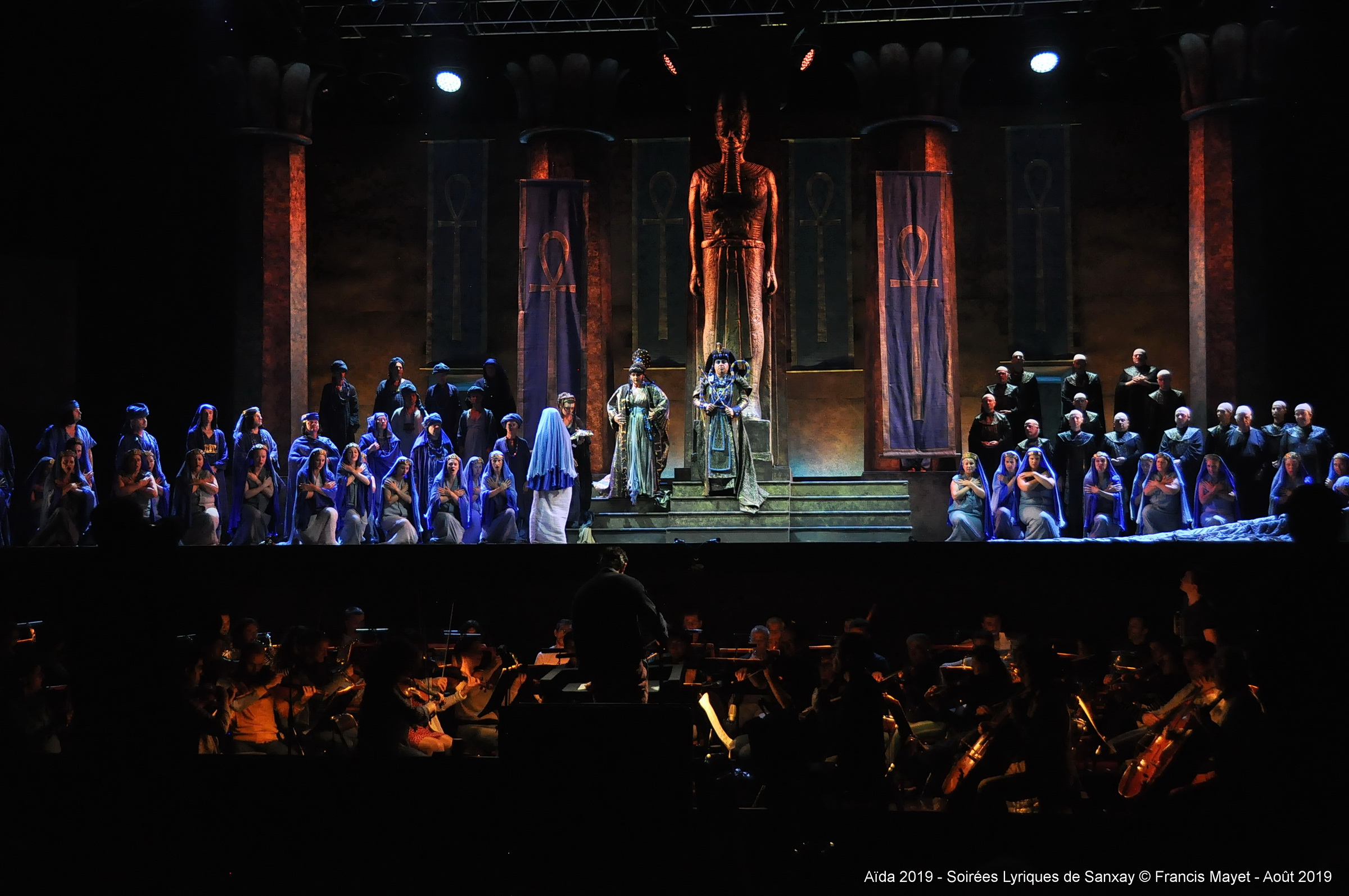
Soirées lyriques de Sanxay - Aïda - 2019

## Association et objectifs
Le festival se développe par l'association des Soirées Lyriques de Sanxay, dont les objectifs sont :
- Produire et diffuser des spectacles vivants d'art lyrique, opéras et concerts dans le théâtre antique de Sanxay
- Développer la programmation musicale du territoire
- Organiser et animer des conférences et des débats sur l'art lyrique
- Assurer des projets éducatifs en faveur des jeunes (écoles, collèges, lycées) de l'académie de Poitiers
- Sensibiliser la population, tout particulièrement les jeunes, à l'art lyrique

## Liste des représentations et principaux artistes
| Année | Œuvre                                   | Compositeur         | Direction musicale | Mise en scène | Principaux solistes                                                                                     |
| ----- | --------------------------------------- | ------------------- | ------------------ | ------------- | --- |
| 2000  | Rigoletto                               | Verdi               | Sprogis            | Gervais       | Menas, Marestin, Schnell, Duminy, Vieira, Runey, Delpas                                                 |
| 2001  | Carmen                                  | Bizet               | Sprogis            | Gervais       | Marestin, Mayo, Vaysset, Schnell, Lombardo, Berger, Rossignol, Delpas, Introvigne, Runey                |
| 2001  | Concert Verdissimo                      | Verdi               | Lucchesi           | -             | Lagrange, Duminy                                                                                        |
| 2002  | La Traviata                             | Verdi               | Sprogis            | Gervais       | Lamoris, Schnell, Vaysset, Lombardo, Duminy, Demerdjiev, Runey                                          |
| 2003  | Nabucco                                 | Verdi               | Lucchesi           | Selva         | Lagrange, Cassian, Vaysset, Duminy, Guido, Bernadi, Rossignol                                           |
| 2004  | Tosca                                   | Puccini             | Lucchesi           | Selva         | Romanko, Lombardo, Almaguer, Bernadi, Chuberre                                                          |
| 2005  | La Bohème                               | Puccini             | Lucchesi           | Selva         | Galli, Vaysset, Secco / Kim, Grousset, Martin-Bonnet, Delpas, Sieyes                                    |
| 2006  | Concerts Mozart, Bel canto et Offenbach | -                   | Lucchesi           | Selva         | Dotti, Esposito, Fèvre, Vaysset, Schnell, Duminy, Ragon, Martin-Bonnet, Bernadi, Chuberre, Lombardo     |
| 2007  | Il Trovatore                            | Verdi               | Lucchesi           | Selva         | Briban (en), Toczyska, Vaysset, Lombardo, Duminy, Bernadi, Rossignol                                    |
| 2008  | Messa da requiem                        | Verdi               | Lucchesi           | -             | Briban (en), Adlrich, Hugh-Jones, Szabo                                                                 |
| 2008  | Concert de Roxana Briban                | divers compositeurs | Lucchesi           | -             | Briban (en)                                                                                             |
| 2009  | Aïda                                    | Verdi               | Lucchesi           | Selva         | Siri, Waleswska, Vaysset, Arancam, Kalmandi, Szabo, Dumitrescu                                          |
| 2010  | Norma                                   | Bellini             | Lucchesi           | Gervais       | Munteanu, Chauvet (en), Crebassa, Arancam, Smilek, Rosner                                               |
| 2011  | Carmen                                  | Bizet               | Lucchesi           | Gervais       | Chauvet (en), Grigorian, Vaysset, Martin, Arancam, Vinogradov, Duminy, Rosner, Delpas, Sempey           |
| 2012  | La Traviata                             | Verdi               | Lucchesi           | Gervais       | Haroutounian, Vaysset, Martin, Pop, Capitanucci, Sempey, Diquero, Nédélec, Delpas                       |
| 2013  | Madame Butterfly                        | Puccini             | Lucchesi           | Pontiggia     | Haroutounian / Rim, Cassian, Vaysset, Arancam, Ranuer, Sempey, Szabo, Wang                              |
| 2014  | Nabucco                                 | Verdi               | Hull               | Taboga        | Pirozzi, Cassian, Vaysset, Gazale, Lombardo, Orlov, Guliashvili, Wang                                   |
| 2015  | Turandot                                | Puccini             | Hull               | Taboga        | Shafajinskaia, Lisnic (de), Park, Smilek, Karapetyan, Wang, Natale, Nédélec, Guliashvili                |
| 2016  | Rigoletto                               | Verdi               | Hull               | Taboga        | Pudova, Kemoklidze, Martin, Folio-Peres, Almaguer, Pop, Bou, Guliashvili, Karapetyan, Bironien, Leriche |
| 2017  | La Flûte enchantée                      | Mozart              | Hull               | Vizioli       | Lisnic (de), Poulitsi, Soare, Martin, Lifar, Boisvert, Fanale, Caoduro, Faria, Briand, Szabo, Shao      |
| 2018  | Tosca                                   | Puccini             | Hull               | Vizioli       | Pirozzi, Zada, Almaguer, Cordaro, Karapetyan, Bironien, Pavesi, de Brugos                               |
| 2019  | Aïda                                    | Verdi               | Galli              | Mast          | Guseva, Petrova (en), Marin-Degor, Kakhidze, Bilyy, Sim, Lombardo, Guliashvili                          |
| 2021  | Carmen                                  | Bizet               | Rizzi-Brignoli     | Mast          | Kemoklidze, Zada, Gonzalez, Sempey, Bonnet, Mhamdi, Grand, Bironien, Guliashvili, Dubruque              |
| 2022  | Le Barbier de Séville                   | Rossini             | Leroy-Calatayud    | Rousseau      | Viotti, Soare, Sempey, Abaimov, Bordogna, Cordaro, Choi                                                 |
| 2023  | Don Giovanni                            | Mozart              | Leroy-Calatayud    | Mast          | Kolonits, Soare, Bonnet, Sempey, Sampetrean, Musliu, Mathonat                                           |
| 2024  | La Bohème                               | Puccini             | Gnann              | Tocchio       | Gonzalez, Bonnet, Pop, Timoshenko, Mathonat, Munteanu, Grand, Bironien                                  |
| 2025  | Nabucco                                 | Verdi               | Galli              | Tocchio       | Semenchuk, Vesin, Bouchard-Lesieur, Soare, Ganbaatar, Ulyanov, Kaçani, Mathonat, Bironien               |

## Financements

### Partenaires
Le festival rassemble de nombreux partenaires, dont la région Nouvelle-Aquitaine, le département de la Vienne, la communauté urbaine du Grand Poitiers, le Centre des monuments nationaux et la commune de Sanxay.

### Billetterie
Avec près de 10 000 spectateurs par édition, la vente des billets est une des principales sources de financement. Le tarif d'une place varie entre 23 euros pour le promenoir et 114 euros pour une chaise orchestre centrale.

## Impacts

### Actions envers la jeunesse
Dès les premières éditions, le festival propose chaque année à une vingtaine de jeunes choristes et musiciens d'intégrer la troupe d'artistes sur scène ou dans l'orchestre. Issus des conservatoires régionaux ou nationaux, ils complètent leur formation en travaillant avec des professionnels aux carrières nationales ou internationales.
Des interventions en milieu scolaire (écoles, collèges et lycées de la région) sont organisées pour sensibiliser les élèves à l’art lyrique.
Avec le soutien du département de la Vienne, le rectorat de Poitiers a ouvert à la rentrée 2019 une classe à horaires aménagés en musique au collège Jean Monnet à Lusignan.

### Développement durable
Pour maintenir la qualité environnementale du site, le festival intègre une démarche de durabilité dans ses actions: il recourt au bénévolat (après près de 250 bénévoles), associe des artisans locaux et met à disposition des spectateurs des toilettes écologiques.

### Statistiques
| Compositeur             | Nombre d'opéras joués à Sanxay | Années                                                           |
| ----------------------- | ------------------------------ | ---------------------------------------------------------------- |
| Giuseppe Verdi          | 11                             | 2000, 2002, 2003, 2007, 2008, 2009, 2012, 2014, 2016, 2019, 2025 |
| Giacomo Puccini         | 6                              | 2004, 2005, 2013, 2015, 2018, 2024                               |
| Georges Bizet           | 3                              | 2001, 2011, 2021                                                 |
| Wolfgang Amadeus Mozart | 2                              | 2017, 2023                                                       |
| Vincenzo Bellini        | 1                              | 2010                                                             |
| Gioachino Rossini       | 1                              | 2022                                                             |